# Eurytoma albinervis
Eurytoma albinervis is een vliesvleugelig insect uit de familie Eurytomidae. De wetenschappelijke naam is voor het eerst geldig gepubliceerd in 1881 door Lindeman.